# Grottes de Gandharpale
Les Grottes de Gandharpale, aussi Gandhapale, forment un groupe de  30 grottes artificielles bouddhiques. Elles se situent à 105 km au sud de Bombay, sur l'autoroute Mumbai-Goa près de Mahad. Les grottes se trouvent près de la NH-17 et sont bien reliées par route.
Les grottes les plus importantes sont:
- Grotte 1 - sculpture de  Buddha, avec roue et cerfs.
- Grotte 8 - contient un stūpa
- Grotte 15 - contient un stūpa
- Grotte 21- statue de Buddha assis.

Une inscription décrit des donations par des banquiers, et le don d'une ferme au Sangha.

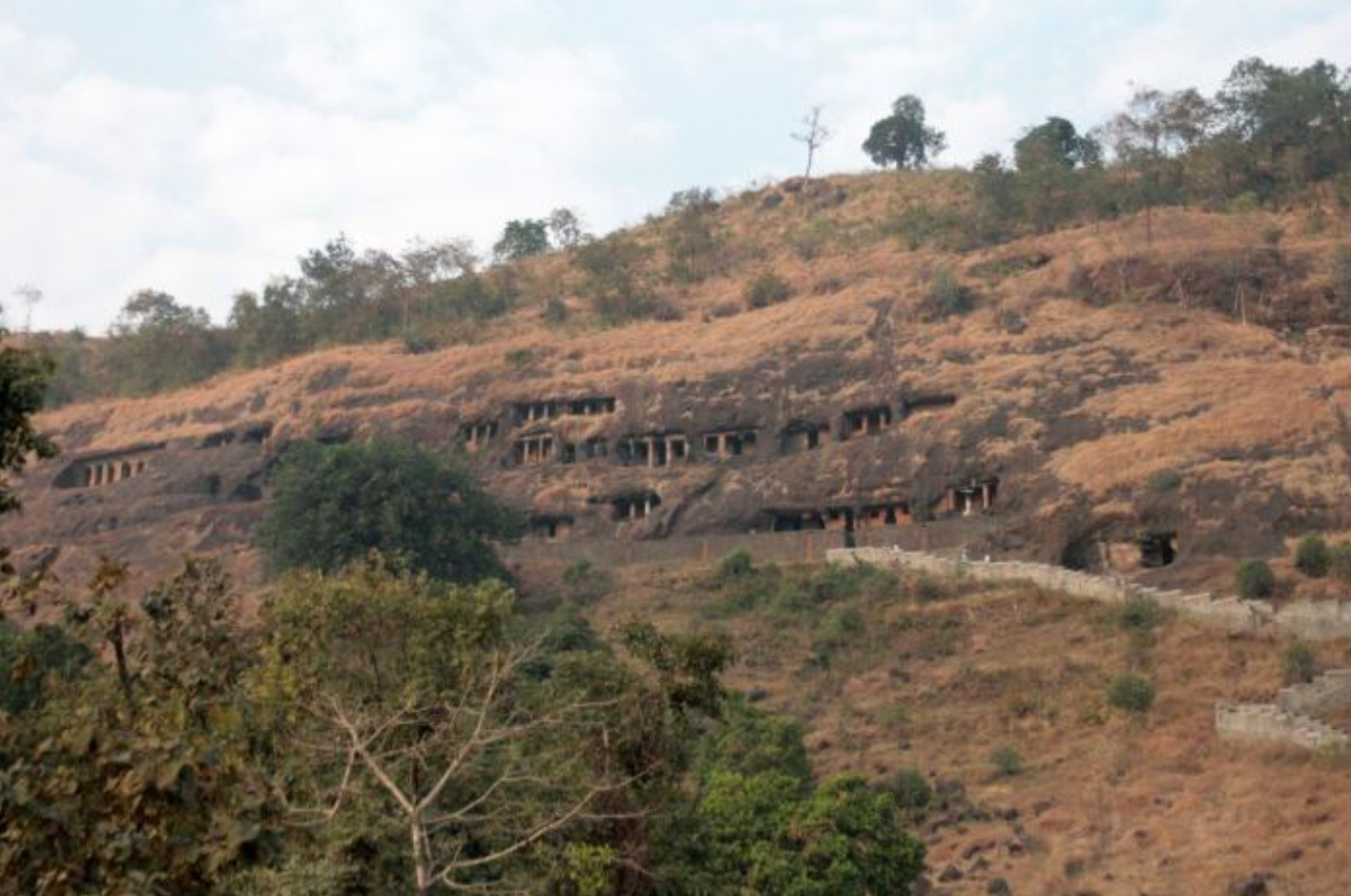
Vue générale.
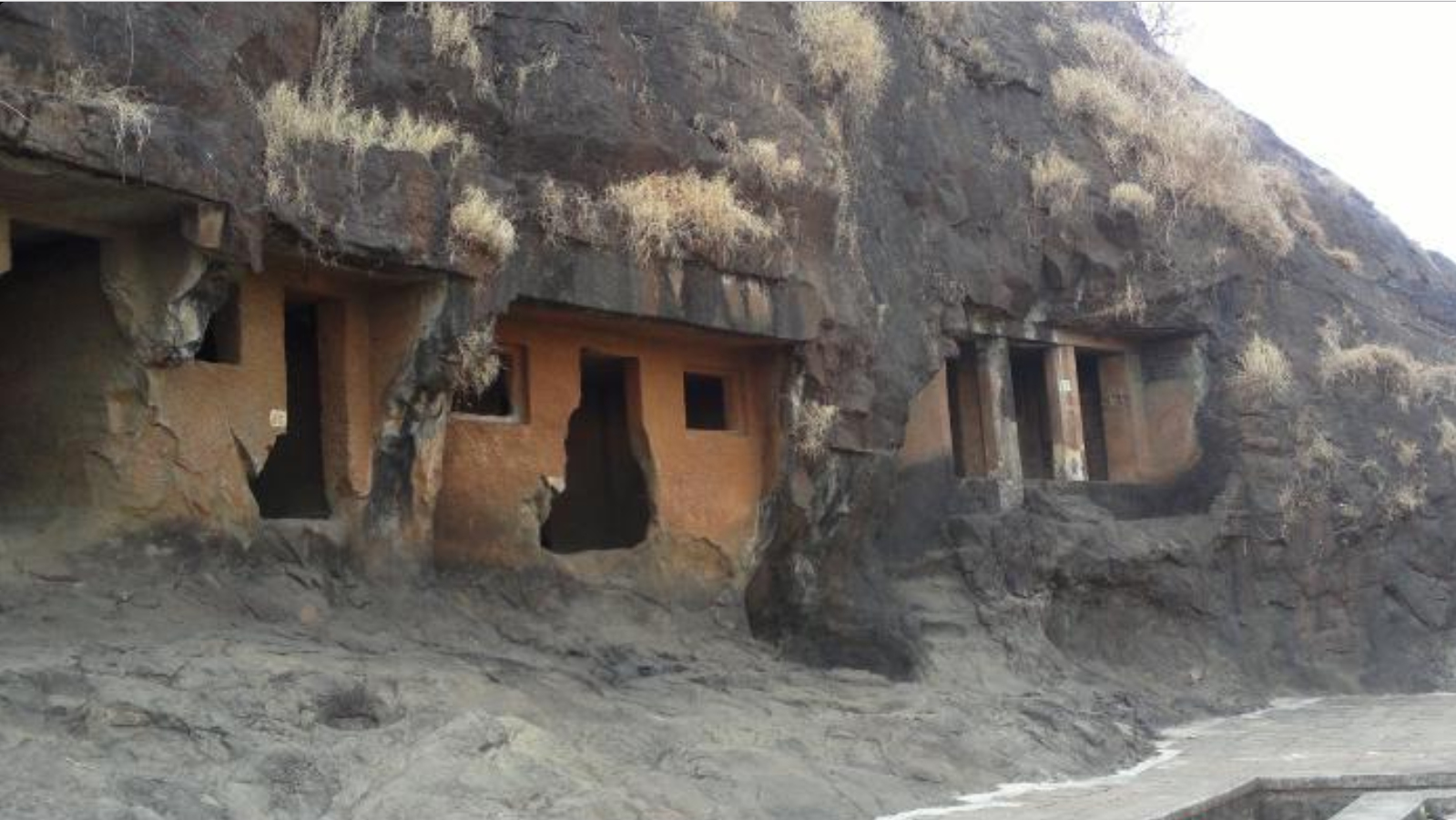
Entrées de grottes.
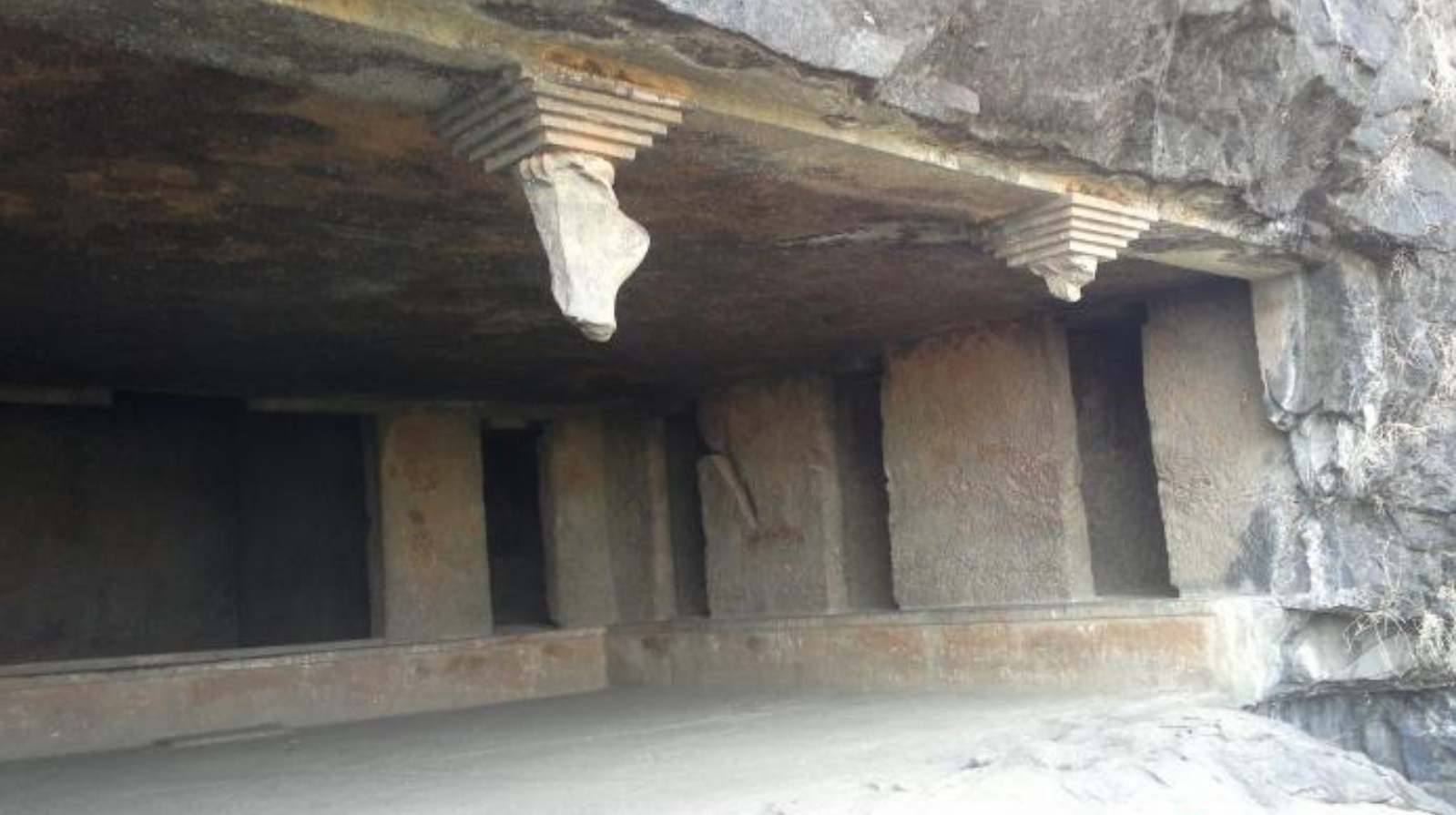
Intérieur.
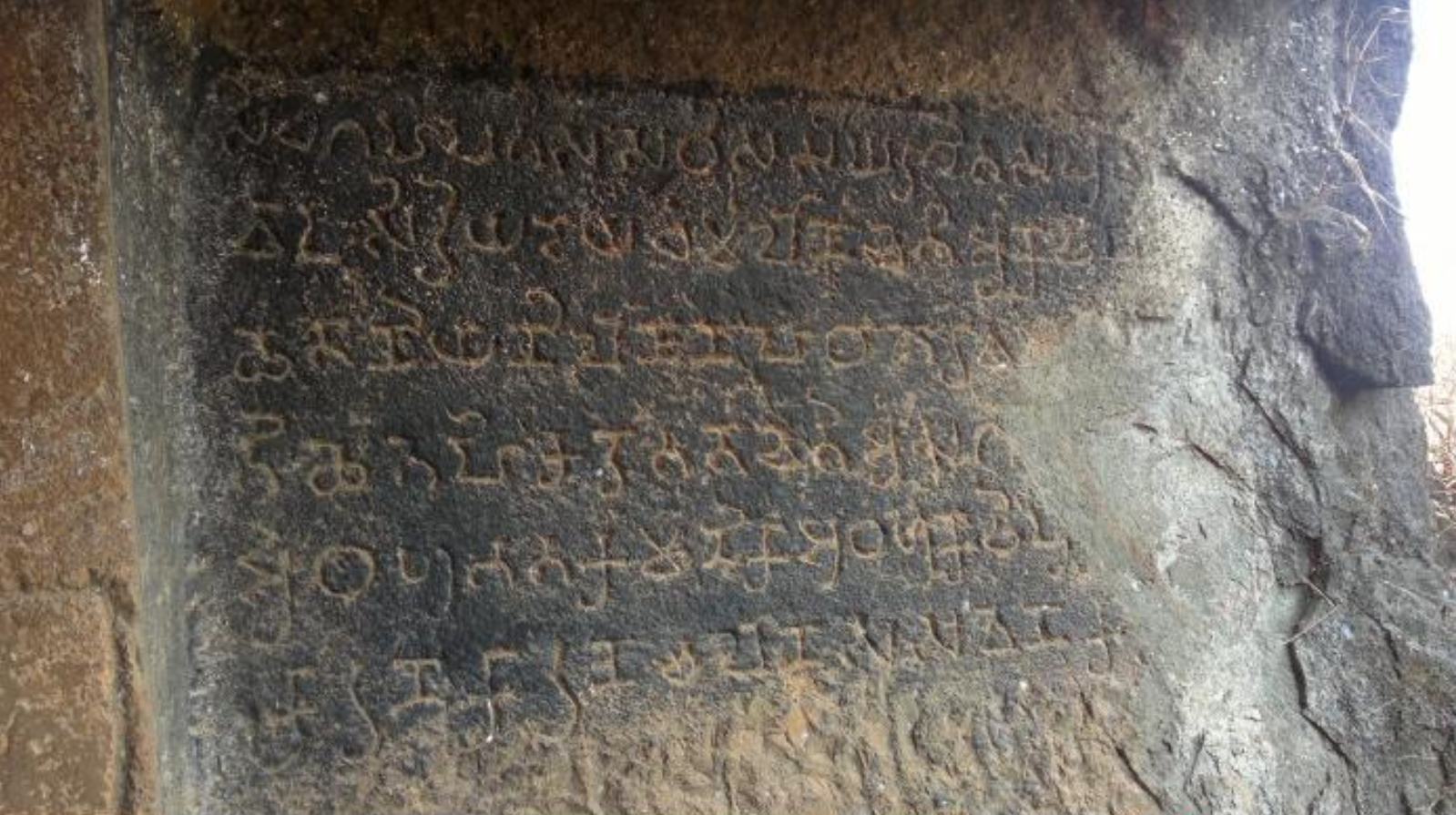
Inscription dédicatoire.